# 서귀포시교육지원청
서귀포시교육지원청(西歸浦市敎育支援廳, Seogwipo City Office of Education)은 제주특별자치도 서귀포시를 관할하는 제주특별자치도교육청 산하의 교육지원청이다.
교육장은 장학관으로 보한다.

## 산하기관

#### 초등학교
| - 가마초등학교 - 가파초등학교 - 마라분교 - 강정초등학교 - 남원초등학교 - 대정서초등학교 - 대정초등학교 - 덕수초등학교 - 도순초등학교 - 동남초등학교 - 동홍초등학교 - 무릉초등학교 - 법환초등학교 | - 보목초등학교 - 보성초등학교 - 사계초등학교 - 새서귀초등학교 - 서광초등학교 - 서귀북초등학교 - 서귀서초등학교 - 서귀중앙초등학교 - 서귀포초등학교 - 서호초등학교 - 성산초등학교 - 성읍초등학교 - 수산초등학교 | - 시흥초등학교 - 신례초등학교 - 신산초등학교 - 안덕초등학교 - 예래초등학교 - 온평초등학교 - 위미초등학교 - 의귀초등학교 - 중문초등학교 - 창천초등학교 - 태흥초등학교 - 토산초등학교 - 토평초등학교 | - 표선초등학교 - 풍천초등학교 - 하례초등학교 - 하원초등학교 - 한마음초등학교 - 효돈초등학교 - 흥산초등학교 |

#### 중학교
| - 남원중학교 - 남주중학교 - 대정중학교 - 무릉중학교 | - 서귀중앙여자중학교 - 서귀포대신중학교 - 서귀포여자중학교 - 서귀포중학교 | - 성산중학교 - 신산중학교 - 안덕중학교 - 위미중학교 | - 중문중학교 - 표선중학교 - 효돈중학교 |

## 같이 보기
- 대한민국 교육부
- 제주시교육지원청